# Precasaglio
Precasaglio is een plaats (frazione) in de Italiaanse gemeente Ponte di Legno.